# 9808 Navamijain
9808 Navamijain è un asteroide della fascia principale. Scoperto nel 1998, presenta un'orbita caratterizzata da un semiasse maggiore pari a 2,5843380 au e da un'eccentricità di 0,1010616, inclinata di 12,33257° rispetto all'eclittica.